# Menace to Society (Killers)
Menace to Society è il secondo album dei Killers pubblicato nel 1994.

## Tracce
1. Advance and Be Recognised – 1:06
2. Die by The Gun – 4:01
3. Menace To Society – 2:51
4. ? – 5:04
5. Think Brutal – 4:03
6. Past Due – 4:52
7. Faith Healer – 6:14
8. Chemical Imbalance – 4:39
9. A Song for You – 4:23
10. Three Words – 5:47
11. Conscience – 5:38
12. City of Fools – 3:08